# 鳳德公園

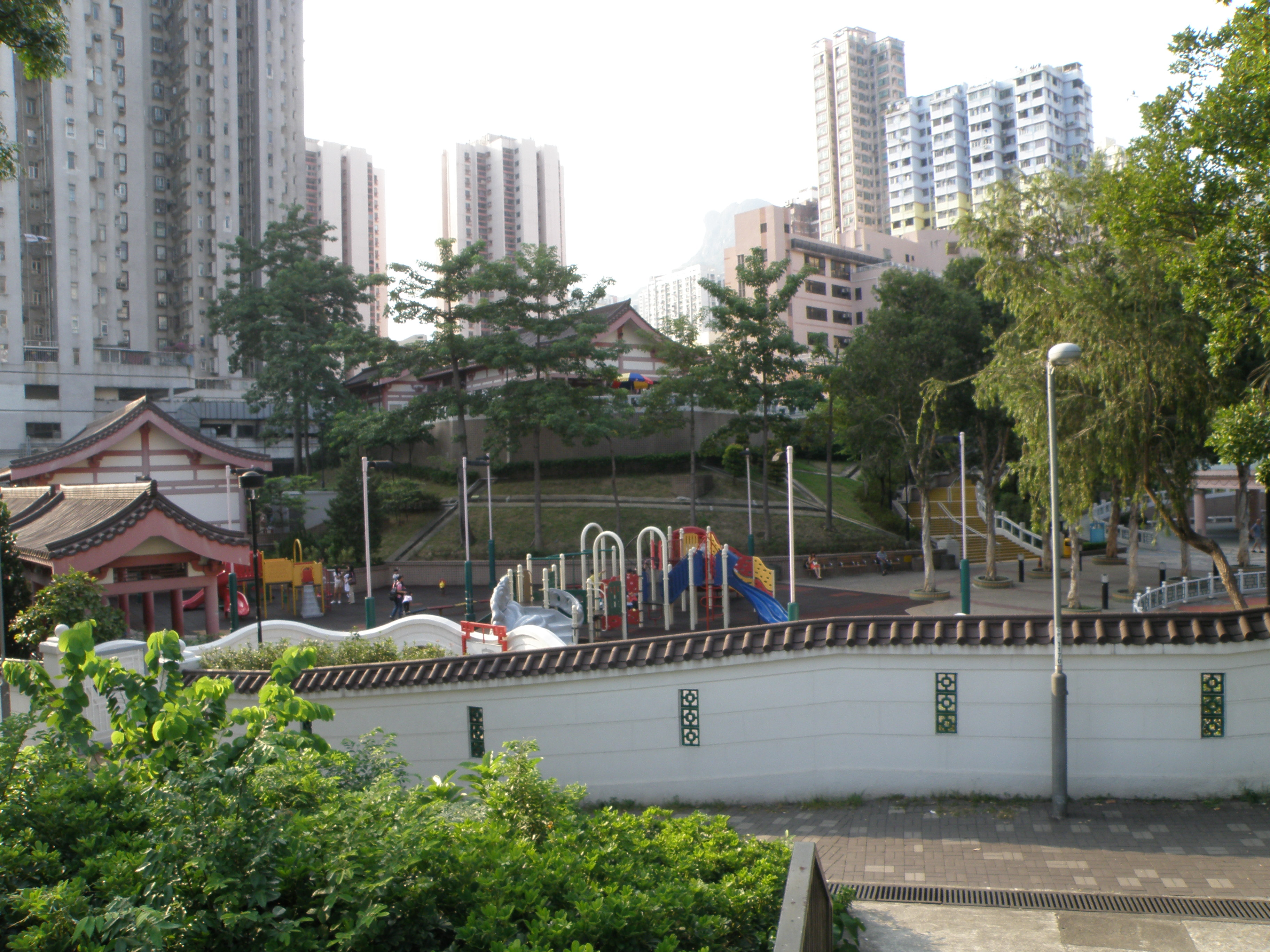
俯瞰鳳德公園

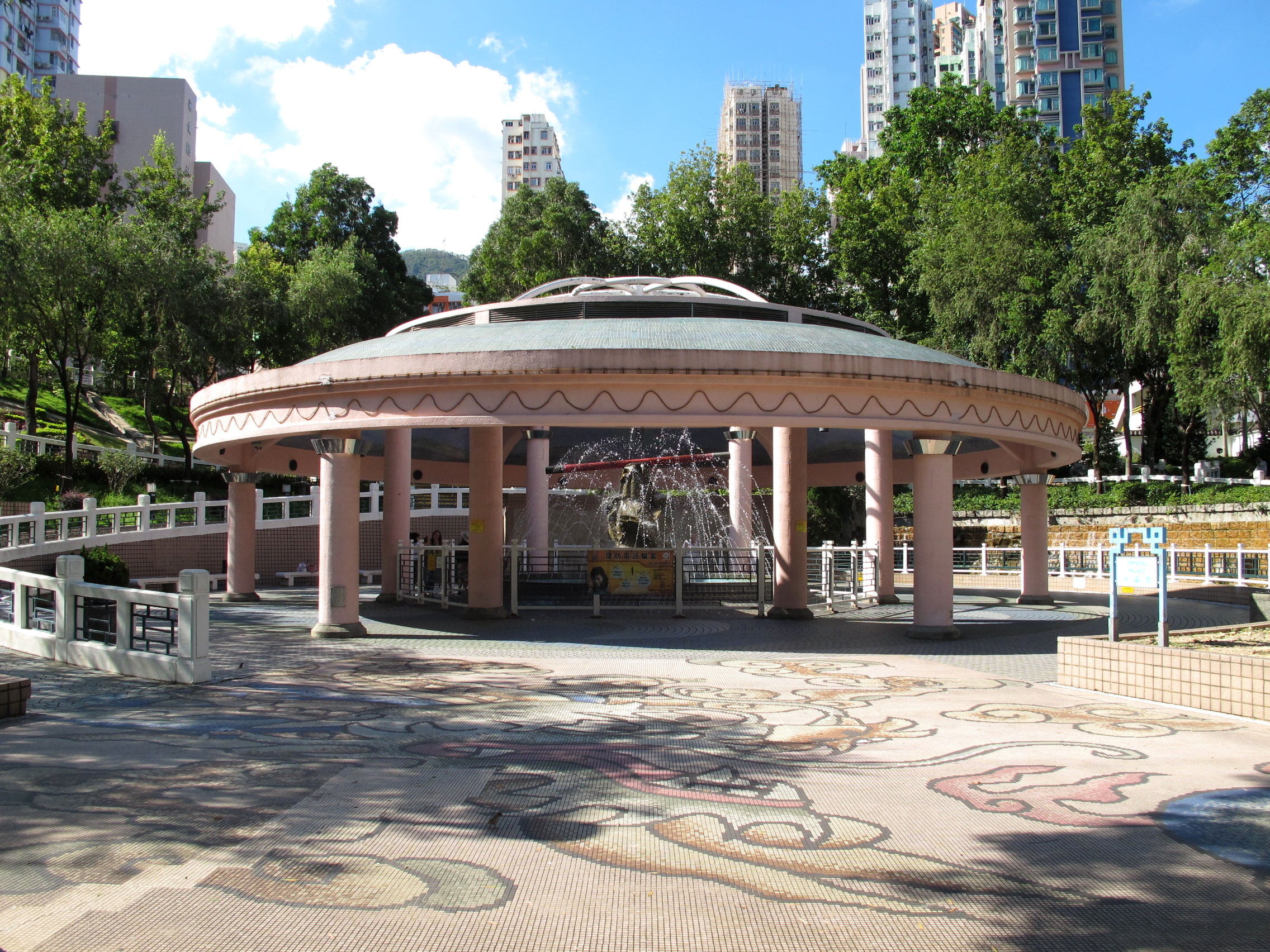
公園以中國文學名著《西遊記》故事為設計藍本

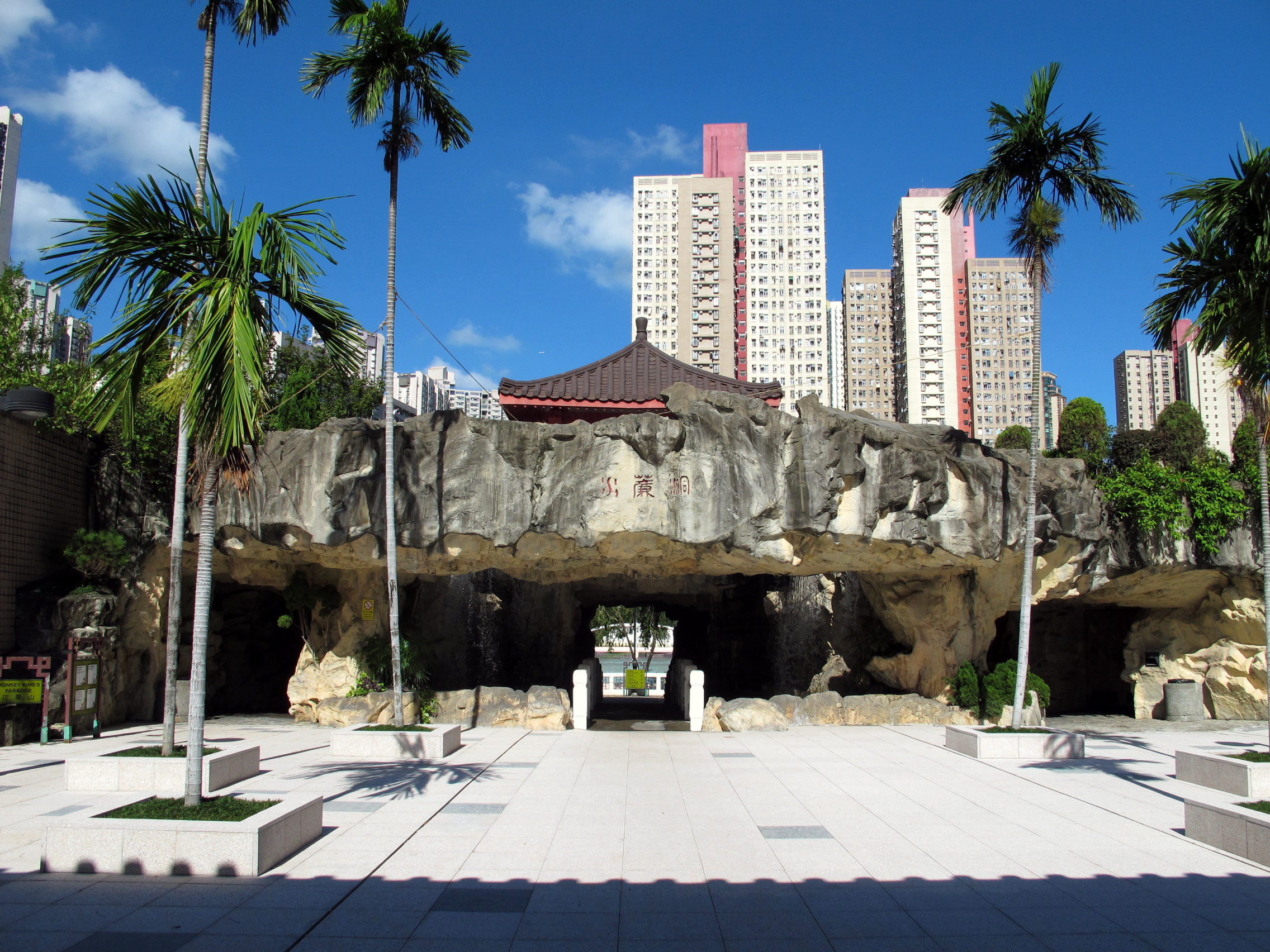
水簾洞

鳳德公園（英語：Fung Tak Park）位於香港黃大仙區，以中國文學名著《西遊記》故事而設計的主題公園；由港英政府於1995年耗資5,000多萬港元興建，佔地約1.07公頃，分成五個主題區：花果山、五指山、水簾洞、水晶宮、火焰山。

## 開放時間
每天06:00－23:00開放，免費入場。

## 鄰近景點
鄰近的黃大仙祠、志蓮淨苑、南蓮園池和斧山公園都是旅遊觀光點。

## 禁煙安排
此場地（除吸煙區外）禁止吸煙。
22°20′33″N 114°11′53″E / 22.342632°N 114.198082°E